# Nisab, Jemen
Nisab (arapski: نصاب) ili Ansab je drevni grad na jugoistoku Jemena, u unutrašnjosti muhafaze Šabve, s karakterističnim kućama od nepečene opeke obojenijih vapnom. 
Nisab je danas mali jemenski planinski grad, nekoć je bio sjedište Sultanata Gornji Aulaki

## Zemljopis
Grad leži na planinskom platou na obalama Wadi Abadana. Nisab je udaljen oko 260 km jugoistočno od Sane, dobro je prometno povezan s ostalim jemenskim gradovima jer leži na asfaltiranoj magistralnoj cesti Sane - Ma’rib - Nisab - Ataq - Mukalla

## Povijest
Nisab je bio sjedište malog Sultanata Gornji Aulaki, od kraja 19. stoljeća do 1967., koji je bio dio britanskog Protektorata Aden. Svu vlast u gradu imala je sultanova obitelj Awdhali.
Nisab je i u prošlosti bio mali grad, 1931. imao je 4000 stanovnika
Najpoznatija znamenitost u gradu je velika džamija.